# خالد بن سلطان بن محمد القاسمي
الشيخ خالد بن سلطان القاسمي (و.1980-ت.1 يوليو 2019)؛ مصمم أزياء إماراتي وصاحب بيت أزياء «القاسمي»، وهو نجل حاكم الشارقة سلطان بن محمد القاسمي من زوجته الشيخة جواهر بنت محمد القاسمي. خالد، الذي توفي عن عمر ناهز الأربعين عامًا، كان آخر الأبناء لحاكم الشارقة، بعد وفاة أخيه محمد في العام 1999 عن عمر ناهز 25 عامًا.

## عنه
حصل الشيخ خالد على منحة دراسية في الفنون وهو في التاسعة من العمر، وغادر الشارقة إلى المملكة المتحدة ليلتحق بمدرسة تونبريدج (بالإنجليزية: Tunbridge)‏ في كنت. تعلّم الشيخ خالد اللغتين الفرنسية والإسبانية في كلية لندن الجامعية ونال درجة جامعية في الهندسة المعمارية من رابطة علوم الهندسة المعمارية في لندن (بالإنجليزية: Architectural Association School of Architecture)‏.

## أعماله
ترأس مجلسي الشارقة للتخطيط العمراني، وإدارة مجموعة «ألف»، وأسَّس في العام 2008 العلامة التجارية «قاسمي» لموضة أزياء الرجال في بريطانيا.

## وفاته
توفي في 1 يوليو 2019 في بريطانيا، وقد نعاه ديوان حاكم الشارقة مُعلنًا: «الحداد الرسمي وتنكيس الأعلام في إمارة الشارقة لمدة ثلاثة أيام اعتبارًا من وقت وصول جثمان الفقيد والصلاة عليه، وسوف يتم الإعلان عن وصول جثمان الفقيد والصلاة عليه في وقت لاحق». وقد أمر الشيخ خليفة بن زايد آل نهيان، رئيس دولة الإمارات العربية المتحدة، بتنكيس الأعلام في الدولة وإعلان الحداد لمدة ثلاثة أيام، «على وفاة المغفور له بإذن الله تعالى الشيخ خالد بن سلطان القاسمي نجل حاكم الشارقة الذي وافته المنية يوم أمس الاثنين 28 شوال 1440 هجرية الموافق 1 يوليو 2019 ميلادية في المملكة المتحدة» وفق ما جاء في بيان ديوان الرئاسة.

## وصلات خارجية
- الموقع الرسمي